# 渡辺静子
渡辺 静子（わたなべ しずこ、1916年8月11日 - 2011年5月2日）は、日本の国文学者・俳人。

## 人物・来歴
東京生まれ。筆名・渡辺 しおり。1937年実践女子専門学校（現・実践女子大学）国文科卒、結婚するが夫を亡くしたあと、1966年東洋大学大学院博士課程満期退学、清和女子短期大学教授、1972年大東文化大学教授、87年名誉教授。1991年「中世日記文学論序説」で大東文化大学文学博士。専門は中世・中世日記文学。

## 著書
- 『中世日記文学論序説』新典社研究叢書 1989
- 『俳論さゝめ草』渡辺しおり 竹頭社 1991
- 『蕉門の俳人たち』渡辺しおり 著.竹頭社、1991
- 『白椿 渡辺しおり集』 (新編日本全国俳人叢書）近代文芸社, 2000.3
- 『日常茶飯 句集』 (平成俳人叢書）渡辺しおり著. 文學の森, 2005.4

### 校注など
- 『うた丶ね』阿仏尼（次田香澄）『竹むきがき』校注 笠間書院, 1975
- 『竹むきが記総索引』市井外喜子共編 笠間索引叢刊 1978
- 『春のみやまぢ』飛鳥井雅有 校注. 新典社 影印校注古典叢書 1984
- 『中世日記紀行文学全評釈集成 第3巻「飛鳥井雅有卿記事」芝波田好弘共著.「春のみやまぢ」青木経雄共著 勉誠出版,2004
- 『中世日記紀行文学全評釈集成 第5巻「中務内侍日記」青木経雄共著.「竹むきが記」勉誠出版 2004